# 斯拉夫派
斯拉夫派（俄语：Славянофильство）是起源于19世纪旨在使俄罗斯帝国以俄罗斯早期历史的价值观和制度为基础进行发展的一场运动，斯拉夫派反对西欧在俄罗斯的影响。根据历史背景，与斯拉夫派对立的有反斯拉夫主义或一些如伊万·阿克萨科夫等俄罗斯知识分子组成的西方派。创始人有阿列克谢·霍米亚科夫。